# Neobythites braziliensis
Neobythites braziliensis är en fiskart som beskrevs av Nielsen, 1999. Neobythites braziliensis ingår i släktet Neobythites och familjen Ophidiidae. Inga underarter finns listade i Catalogue of Life.